# Reindleralm
Die Reindleralm oder Reindler-Alm ist eine Alm in den Bayerischen Voralpen. Sie liegt im Gemeindegebiet von Brannenburg und
gehört zum Ederer Hof.
Das Almgebiet befindet sich in einem Sattel zwischen Wendelstein und Haidwand. Die Alm kann von Osten von der Mitteralm oder von Westen über einen Steig aus dem Jenbachtal erreicht werden.